# Gladys Vergara
Gladys Vergara Gavagnin, née en 1928 et morte le 5 juillet 2016 à Montevideo, en Uruguay, est une astronome uruguayenne. Elle était enseignante en astronomie au Conseil de l'enseignement secondaire, directrice de l'Observatoire de Montevideo, situé à l'IAVA, et professeure agrégée de l'Institut d'arpentage de la Faculté d'ingénierie.
Son nom a été attribué en novembre 2016, à titre posthume, à l'astéroïde (5659) 1968 OA1, désormais nommé (5659) Vergara.